# LOVERIN TAMBURIN
LOVERIN TAMBURIN（ラブリン タンブリン）は、日本のロックバンドである。株式会社GOMA STUDIO所属。2022年にボーカルのaya脱退により解散。

## メンバー
- aya（2022年脱退）
- AKIHIRO

## ディスコグラフィ

### アルバム
- KI・SE・KI（2013年10月30日）
- DA・SHI・TE（2016年10月26日）[1] - 大江戸BlackSmith主題歌[2]、不思議のクロニクル 振リ返リマセン勝ツマデハオープニング曲[3]、鏡界の白雪オープニング曲[4]

### シングル
- 愛したげる / イイじゃない（2006年5月10日） - テレビアニメ『魔界戦記ディスガイア』オープニング曲[5]。
- mo・o! / 私のそばに / 3つの夢ひとつの願い（2007年8月1日） - テレビアニメ『ななついろ★ドロップス』エンディング曲[6]。
- ∞ファイター / Don't touch me★（2009年4月1日） - 広島東洋カープ新球場応援テーマソング、進め！スポーツ元気丸主題歌[7]。
- I say you say（2012年11月21日）